# 鄭得瀟
鄭得瀟（生卒年不詳），又作鄭徳瀟，廈門人，為東寧王國的文臣，出任中書舍人掌理中書科。

## 生平
鄭得瀟與鄭經的輔弼重臣陳永華有舊交，鄭經西征參與三藩戰役之際，陳永華聘請他擔任計事，鄭得瀟推辭；不久，鄭經親自聘請他擔任從事，又推辭。後來，鄭得瀟出任中書科之中書舍人，掌理文書要職。1680年，鄭得瀟隨鄭經敗返東寧。1681年，鄭經薨殂，發生東寧之變，由二王子鄭克塽即位。1683年，大清國水師提督施琅在澎湖海戰中取勝，攻陷澎湖群島。建威中鎮將領黃良驥上奏鄭克塽，請求南下奪取呂宋以永續國祚，鄭得瀟十分贊同這項進諫，因而撰千字上奏。然而，於中提督劉國軒強力阻擋之下，鄭克塽選擇投降，並命令鄭得瀟修寫降表。

## 延平王鄭克塽降表

### 進降表
延平王佩招討大將軍印臣鄭克塽謹奏：論域中有常尊，歷代紹百王為得統；知天意有攸屬，興朝宅九土以受符。誠五德之推移，為萬彙所瞻仰！伏念先世自矢愚忠，追懷前代之恩，未沾盛朝之澤。是以臣祖成功，蓽路以闢東土；臣父經，靺韐而雜文身。寧敢負固重險，自擬夜郎？徒以保全遺黎，孤棲海角而已。茲伏遇皇帝陸下，高覆厚載，仁育義懷！底定中邦，如旭日升而普照；掃擴六宇，雖浮雲翳而乍消。苟修文德以來遠人，寧事勝心而焚海國？乃者舳艫西下，自揣履蹈之獲愆；念此血氣東成，無非霜露之所墜。顏行何敢再逆，革心以表投誠也。昔也威未見德，無怪鳥駭於虞機；今者誤已知迷，敢後麟遊於仁圃？伏願視天地民物為一體，合象胥寄棘於大同。遠柔而邇寧，形民固無心於醉飽；貳討而服舍，依漁自適性於淵泓。夫且問黃耇之海波，豈特誓丹誠以皦日已哉？臣無任瞻天仰聖，激切屏營之至！謹奉表稱進以聞。
 — 《臺灣外紀 · 卷二十九》

### 與施琅書
側聞大將軍擅蓋世之名久矣，愚懵無從攀仰！遠避外荒，株守先祀，初未嘗妄生釁端！不虞樓船汛烈，震我門庭，僕知過矣！即不敢期將軍之深為布護，獨不為桑梓生靈繫念耶？順天之命，謹捧國制而遵敕諭，永為屏翰。蓋東寧遠在炎荒，若服而舍之，使守先祀，猶足以昭大同而靖南徼。茲遣協理禮官鄭平英、賓客司林維榮齎表赴轅門，祈鑑真誠，奏達宸聰；倘邀俞眷，實荷大德！更有不逮，惟祈指南。臨楮曷翹瞻！
 — 《臺灣外紀 · 卷二十九》